# Lignages d'Alten Limpurg de Francfort

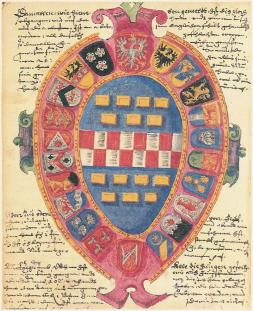
Rosace des Nobles Lignages d'Alten Limpurg de Franfort. Le blason central d'Alten Limpurg est entouré des armoiries de familles en faisant partie en 1608.

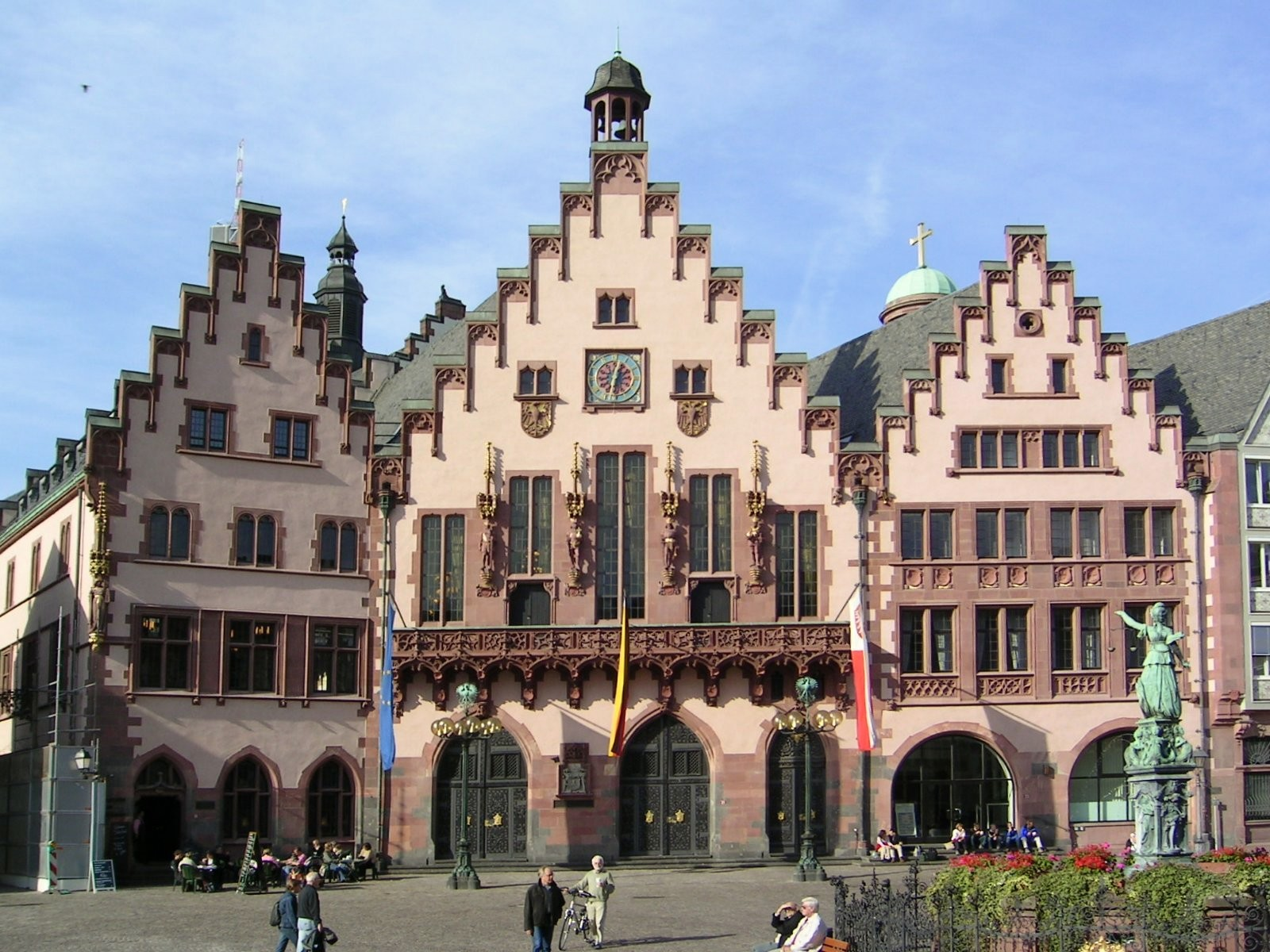
La maison des lignages dAlten Limpurg à Francfort (à gauche).

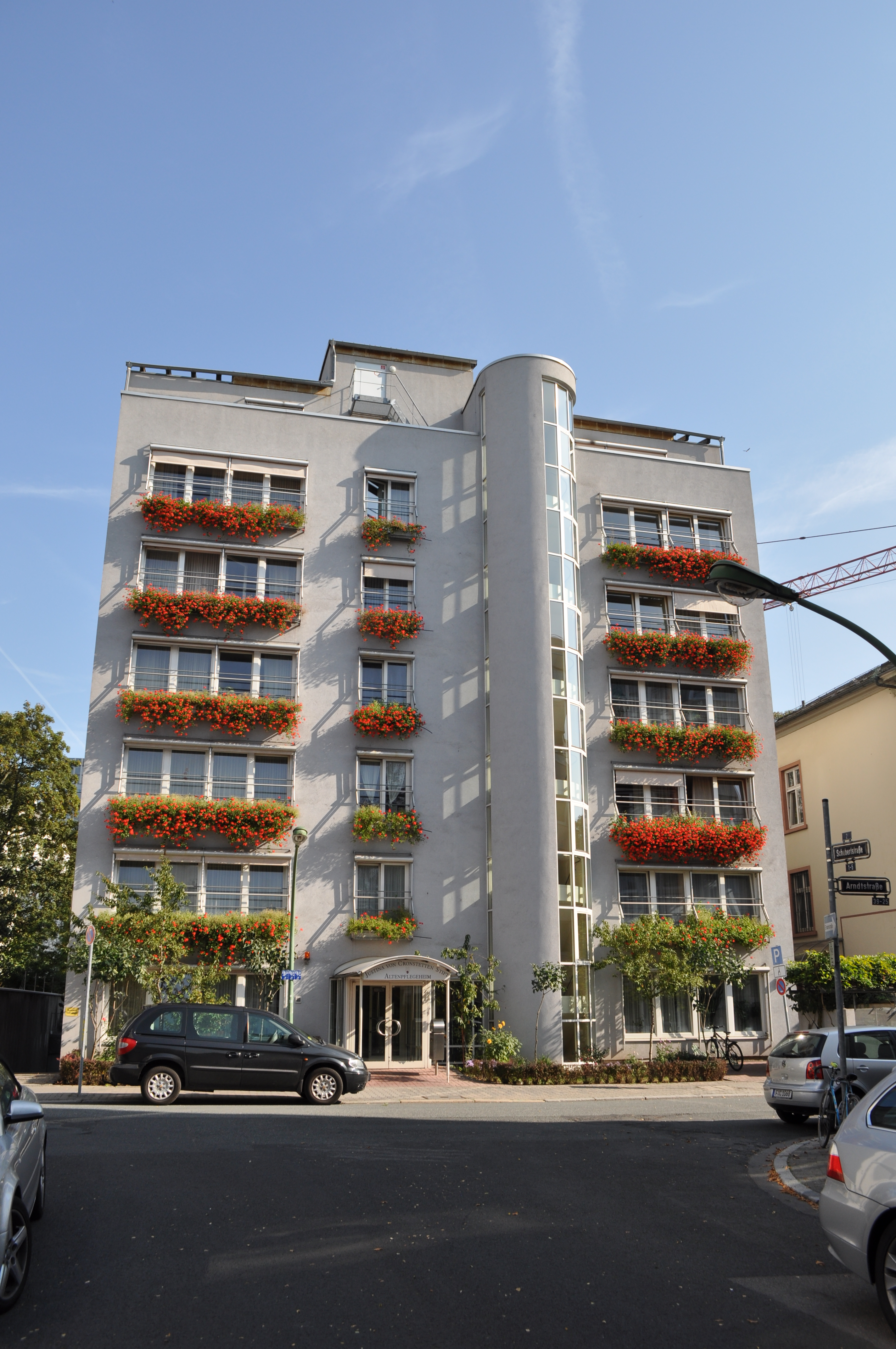
Hospice et maison de soins pour les vieillards de la Fondation Cronstetten appartenant au lignage d'Alten Limpurg et située dans le quartier ouest de Francfort.

La Noble société des lignages d'Alten Limpurg de Francfort, ou Lignages d'Alten-Limpurg (Geschlechter von Alten-Limpurg), dont le nom officiel actuellement est Adelige Ganerbschaft des Hauses Alten Limpurg zu Frankfurt am Main, existant sans interruption depuis le XIVe siècle, est une association regroupant les anciennes familles patriciennes de Francfort issues par ligne masculine ou féminine du Lignage d'Alten Limpurg, constituant le patriciat de Francfort qui avait jadis le monopole de certaines charges dans la ville libre d'empire de Francfort.

## Origines
L'origine d'Alten-Limpurg se perd dans l'origine de la ville de Francfort et elle a pris son nom de la salle de réunion et de banquet où elle se réunissait. Elle porte les armes de la famille des dynastes de Limpurg.
Citée dès 1357 elle existe jusqu'à maintenant sous forme de société civile ayant la personnalité juridique.
Jusqu'à la fin du Saint-Empire Romain en 1806, elle était une société en indivision formant un ganerbinat dont les représentants siègent de droit au conseil de la ville libre d'empire Francfort.
Jusqu'à la réforme du système politique à Francfort en 1613, les membres de cette confrérie avaient la majorité au sein du conseil de la ville, composée de 42 conseillers. Après la réforme institutionnelle, leur nombre fut limité à un maximum de 14.
Cette association s'occupe actuellement d'activités culturelles et gère des fondations charitables importantes tels que la  "Fondation Cronstetten" ("Cronstetten Stiftung"), gérant un hôpital pour les vieillards, ainsi que les fondations "Humbracht-und Glauburgsche Stiftung",et la "Fondation Schadsche" s'occupant de jeunes en difficulté et d'aveugles.

## Conditions d'admission
L'on ne peut être admis dans la société que si l'on descend d'une des anciennes familles membres, par ascendance masculine ou féminine, ou si l'on est le conjoint d'un membre de la société.

### Sociétés semblables
- Lignages urbains
- Lignages de Bruxelles
- Tribus de Galway
- Lignages de Soria
- Paraiges de Metz
- Estendes de Verdun
- Daig
- Karoline von Günderrode